# トリガーポイント
トリガーポイント（英: trigger point）とは、圧迫や針の刺入、加熱または冷却などによって関連域に関連痛を引き起こす体表上の部位のことである。トリガーポイントは単なる圧痛点ではなく、関連痛を引き起こす部位であることに注意が必要である。平たく言えば、患者が指摘する最も凝りの強い部位、あるいは痛みが存在する部位で、しかも圧迫により痛みが周囲に広がる部位と考えられる。トリガーポイントの留意点としては、疼痛を自覚している部位に多くは存在するけれども、かけ離れた部位に見いだされることもある点である。
なお、トリガーとは「引き金」の意味である。そのため、発痛点（はっつうてん）とも呼ばれる。

## トリガーポイント注射
トリガーポイント注射とは、筋・筋膜痛や他の疾患による二次的に筋緊張による痛みを有する場合に、トリガーポイントへ局所麻酔薬などを注射し、痛みを軽減させる手技である。がん患者の筋・筋膜痛およびがんによる関連痛などの部位にみられる二次的な筋・筋膜痛症候群が適応とされる。

## 歴史
1843年、Froriepが筋肉中に索状に触れる過敏点の存在を報告したのが、今日のトリガーポイントである。1983年には、TravellとSimonsが筋筋膜性疼痛症候群（MPS）とトリガーポイントの概念を体系化して著した。彼らは次の4点でトリガーポイントが単なる圧痛点とは異なると述べている。
1. 索状結節上に限局した圧痛部位が存在する。
2. その部位への刺激により症状が再現し、典型的な関連痛が再現する。
3. 刺激により立毛、発汗といった自律神経反応の出現をみる。
4. 局所単収縮反応や逃避反応が発生する。

その後の論争を経て、いずれにしても圧痛部位と侵害受容器の感作の関係について広く知られるところとなった。また、血流の低下が存在する部位で筋収縮を繰り返すと筋肉痛を生じることも明らかとなった。

## 関連痛と機序
TravellとSimonsは、トリガーポイントへの刺激により症状が再現し、関連痛が発現すると述べている。この関連痛の発生をみる部位のことを関連域と呼ぶ。トリガーポイントへの刺激により フィードバックが起こり脊髄反射弓を通って関連域に痛みが生じる。逆に、関連域の刺激もトリガーポイントへと影響をもたらすと考えられている。
内臓疾患では、支配髄節と同レベルの体の表面に関連痛が生じる。この場合は内臓体壁反射と呼ばれる。
トリガーポイントの成因に関しては不明な点もあるが、筋肉を損傷したり酷使したりすることにより生じた筋拘縮が主因であると考えられている。さらにこの筋拘縮が長期間にわたって存在することになるのは、侵害受容器の感作によるものと考えられる。更には、交感神経系の異常興奮も関与しているとみられる。異常興奮については、トリガーポイントが継続して存在する要因として、ストレスといった精神的な側面があることを示唆している可能性がある。